# Стародубровский, Константин Афиногенович
Константин Афиногенович Стародубро́вский (1900, Рязанская губерния — не ранее 1952) — советский инженер.

## Биография
Родился в 1900 году в селе Канино (ныне Сапожковский район, Рязанская область) в семье священника, окончившего Московскую духовную семинарию (1885).
Выпускник МХТИ имени Д. И. Менделеева 1929 года. В 1930-х годах — помощник начальника технического отдела завода ДРО (дробильно-размольного оборудования) в Выксе (Горьковская область), выпускавшего в том числе корпуса бронеавтомобилей БА-20.
Арестован 10 марта 1938 года. В докладной записке НКВД СССР говорилось:

«Аппарат ТО засорен бывшими неблагонадежными людьми и подлежит чистке. Руководитель ТО Стародубровский — сын попа, политическая физиономия неизвестна… Соцсоревнование в загоне, стахановское движение подавлялось руководством. В ТО царят семейственность, подхалимство, запугивание и спячка».

Пробыл в заключении до 19 апреля 1939 года, после чего дело было переквалифицировано со ст. 58.7 (противодействие нормальной деятельности государственных учреждений и предприятий) на ст. 109 УК РСФСР (злоупотребление служебным положением).
С 1946 года работал во «ВНИИстройдормаше» (Всесоюзный научно-исследовательский институт строительного и дорожного машиностроения), руководитель лаборатории.

## Семья
Сын — Олег Стародубровский (род. 1934) — спортсмен, писатель.

## Сочинения
1. Валуцкий И. И., Вайнсон А. А., Гринкевич П. С., Мейбом Р. В., Стародубровский К. А. Строительные машины: допущено Отделом учебных заведений Управления руководящих кадров Министерства строительного и дорожного машиностроения СССР в качестве учебного пособия для техникумов. М.: МАШГИЗ, 1952. 387 с.: ил.
2. Стародубровский, К. А. Инструкция по эксплоатации шаровой однокамерной мельницы. СМ-15 [Текст] / Инж. К. А. Стародубровский ; М-во строит. и дор. машиностроения. Главстроймеханизация. Трест «Строймеханизация». — Москва : Стройиздат, 1948 (Перово : тип. Изд-ва М-ва коммун. хозяйства РСФСР). — 31 с. : ил.; 19 см.[3][4]

## Награды и премии
- Сталинская премия третьей степени (1951) — за разработку конструкции и освоение производства передвижных дробильно-сортировочных установок